# ملعب نياميرامبو الإقليمي
ملعب نياميرامبو الإقليمي هو ملعب متعدد الاستخدام يقع في كيغالي عاصمة رواندا . غالبا ما يتم استخدامه لمباريات كرة القدم . يسع الملعب لجلوس 22 ألف متفرج . يعتبر الملعب الرسمي الذي يخوض فيه منتخب رواندا مبارياته الدولية . أرضية الملعب مزروعة بحشيش صناعي .